# Офтобруй
Офтобруй (тадж. Офтобрӯй) — село в Исфаринском районе Согдийской области Таджикистана.

## География
Расположен в Ферганской долине предгорьях Туркестанского хребта. Климат теплый субтропический резко континентальный.
Село расположено близко к железнодорожной станции на ветке Канибадам — Шураб (линии Коканд — Хаваст). С районным центром его связывает дорога Исфара — Канибадам.

## Социальная сфера и экономика
Основной вид деятельности — сельское хозяйство. Работают больница, школа, детский сад и банкетный зал. Есть несколько мечетей.